# Renantis
Renantis S.p.A. è una società con sede a Milano attiva nel campo delle energie rinnovabili.
Fra i principali pure play in Europa nel settore delle energie rinnovabili, con 1.420 megawatt installati in Italia, Regno Unito, Francia, Spagna, Stati Uniti, Svezia e Norvegia.
Nel 2010 si consolidano tutte le attività di produzione di energia rinnovabile in Actelios S.p.A., azienda del Gruppo nata nel 2002 e quotata alla Borsa di Milano.
Nel 2014, acquisendo Vector Cuatro, l'azienda entra nel mercato dei servizi di Asset Management e Technical Advisory per impianti fotovoltaici ed eolici.
Sulla base delle esperienze maturate, il Gruppo ha ulteriormente diversificato la propria attività — grazie all’acquisizione di Energy Team e alla creazione della ESCO Falck Next nel 2018 — con servizi di Energy Management ed efficienza energetica.
Dal febbraio 2023, Falck Renewables diventa Renantis.

## Storia
Nel 2002 nasce Actelios, azienda del Gruppo Falck, che è contestualmente quotata alla Borsa di Milano focalizzata sul mercato delle energie rinnovabili.
Nel 2014 acquisendo Vector Cuatro (rinominata Vector Renewables), l'azienda entra nel mercato dei servizi di Asset Management e Technical Advisory per impianti fotovoltaici ed eolici.
Nel 2018 sulla base delle esperienze maturate, il Gruppo ha ulteriormente diversificato il proprio business — grazie all'acquisizione di Energy Team, alla creazione della Divisione "Next Solutions" — per offrire soluzioni di Energy Management, efficienza energetica e Smart.
Nel 2021 viene raggiunto un accordo con il fondo Infrastructure Investments, del gruppo statunitense JP Morgan che prevede la vendita del 60% del capitale della società fondata dalla famiglia Falck.
Nello stesso anno Renantis ha annunciato la stipula del contratto di acquisto di due impianti eolici prefabbricati, di proprietà del gruppo danese European Energy.
Una volta in esercizio, si stima che i progetti — situati entrambi nella municipalità di Karstula e con una capacità installata totale pari a 55 megawatt — produrranno annualmente circa 160 gigawattora di elettricità, l'equivalente del fabbisogno annuo di circa 19.500 famiglie.

## Consiglio d'amministrazione
- Presidente: Olov Mikael Kramer
- Vicepresidente: John Hoskins Foster
- Consigliere delegato: Toni Volpe
- Consigliere: Sneha Sinha
- Consigliere: Mark Alan Walters
- Consigliere: Patrizia Paleologo Oriundi
- Consigliere: Georgina Grenon
- Consigliere: Jaime Garcia-Legaz
- Consigliere: Marta Dassù
- Consigliere: Silvia Stefini

## Principali azionisti
- Infrastructure Investment Fund: 100%

Dato aggiornato al giugno 2022.

## Dati economici e finanziari
Al 31 dicembre 2021, Falck Renewables S.p.A. presenta ricavi a 568,4 milioni di euro, EBITDA a 207,6 milioni di euro.
Risultato Netto adjusted di pertinenza del Gruppo pari a 47,3 milioni di euro, investimenti totali a 204,8 milioni di euro.
Indebitamento finanziario netto adjusted, comprensivo del fair value dei derivati, pari a 1.013,6 milioni di euro.
I dipendenti del Gruppo, al 31 dicembre 2022, sono 753.